# Cade Cunningham
Ne doit pas être confondu avec Caden Cunningham.
Pour les articles homonymes, voir Cunningham.
Cade Parker Cunningham, né le 25 septembre 2001 à Arlington au Texas, est un joueur américain de basket-ball. Il évolue au poste de meneur pour les Pistons de Détroit en National Basketball Association (NBA) et mesure 1,98 m.
Il est sélectionné en première position de la draft 2021 de la NBA.

## Biographie

### Carrière universitaire
Le 5 novembre 2019, Cade Cunningham s'engage avec les Cowboys d'Oklahoma State. Il fait ses débuts en novembre 2020 contre les Mavericks d'UT Arlington et termine en double-double avec 21 points et 10 passes décisives. Lors de la March Madness 2021, les Cowboys de Cade Cunningham éliminent au premier tour les Flames de Liberty avant de s'incliner contre les Beavers d'Oregon State au tour suivant.

### Carrière professionnelle

#### Pistons de Détroit (depuis 2021)
En avril 2021, il annonce sa candidature à la draft 2021 de la NBA. Attendu comme le premier choix de cette draft,, il est choisi en première position par les Pistons de Détroit. En amont de sa première saison, il reçoit l'autorisation de la famille de Chuck Daly, pour porter le numéro 2, alors retiré par la franchise en hommage au célèbre entraîneur des Pistons.
Le 8 août 2021, il réalise ses débuts en NBA Summer League, contre le Thunder d'Oklahoma City, où il inscrit 12 points en 26 minutes. Le 30 octobre, Cunningham joue son premier match en NBA, contre le Magic d'Orlando, dans lequel il marque 2 points et prend 7 rebonds. Il réalise son premier triple-double contre les Lakers de Los Angeles, le 21 novembre, avec 13 points, 12 rebonds, 10 passes décisives et devient le plus jeune joueur de l'histoire des Pistons à réaliser un triple-double.
Cunningham est élu rookie du mois de la Conférence Est sur la période décembre/janvier en compagnie de Josh Giddey pour la Conférence Ouest. Ses statistiques sont de 17,3 points, 5,6 passes décisives et 4,2 rebonds sur la période.
Il finit 3e au vote du rookie de l'année derrière Scottie Barnes et Evan Mobley lors de la saison 2021-2022.
En novembre 2022, Cunningham se blesse au tibia gauche et doit se faire opérer. Il manque le reste de la saison et ne joue que 12 rencontres.

## Palmarès

### Universitaire
- Naismith Prep Player of the Year en 2020
- McDonald's All-American en 2020
- Consensus first-team All-American en 2021
- Sporting News Freshman of the Year en 2021
- Wayman Tisdale Award (en) en 2021
- Big 12 Player of the Year en 2021
- First-team All-Big 12 en 2021
- Big 12 Freshman of the Year en 2021
- Big 12 All-Newcomer Team en 2021
- Big 12 All-Freshman Team en 2021

### En NBA
- 1 sélection au  NBA All-Star Game en 2025.
- All-NBA Third Team en 2025.
- NBA All-Rookie First Team en 2022.
- MVP du Rising-Star Challenge du NBA All-Star Game 2022.

### Avec Team USA
- Vainqueur de la Coupe du monde des moins de 19 ans 2019 en Grèce.

## Statistiques

### Universitaires
Les statistiques de Cade Cunningham à l'université sont les suivantes :
| Saison    | Équipe         | Matchs | Titul. | Min./m | % Tir | % 3pts | % LF | Rbds/m. | Pass/m. | Int/m. | Ctr/m. | Pts/m. |
| --------- | -------------- | ------ | ------ | ------ | ----- | ------ | ---- | ------- | ------- | ------ | ------ | ------ |
| 2020-2021 | Oklahoma State | 27     | 26     | 35,4   | 43,8  | 40,0   | 84,6 | 6,19    | 3,48    | 1,59   | 0,78   | 20,15  |
| Carrière  | Carrière       | 27     | 26     | 35,4   | 43,8  | 40,0   | 84,6 | 6,19    | 3,48    | 1,59   | 0,78   | 20,15  |

### Professionnelles

#### Saison régulière
| Saison        | Équipe        | Matchs | Titul. | Min./m | % Tir | % 3pts | % LF | Rbds/m. | Pass/m. | Int/m. | Ctr/m. | Pts/m. |
| ------------- | ------------- | ------ | ------ | ------ | ----- | ------ | ---- | ------- | ------- | ------ | ------ | ------ |
| 2021-2022     | Détroit       | 64     | 64     | 32,6   | 41,6  | 31,4   | 84,5 | 5,53    | 5,56    | 1,22   | 0,67   | 17,41  |
| 2022-2023     | Détroit       | 12     | 12     | 33,4   | 41,5  | 27,9   | 83,7 | 6,17    | 6,00    | 0,83   | 0,58   | 19,92  |
| 2023-2024     | Détroit       | 62     | 62     | 33,5   | 44,9  | 35,5   | 86,9 | 4,32    | 7,48    | 0,90   | 0,35   | 22,66  |
| 2024-2025     | Détroit       | 70     | 70     | 35,0   | 46,9  | 35,6   | 84,6 | 6,07    | 9,11    | 1,01   | 0,76   | 26,14  |
| Carrière      | Carrière      | 208    | 208    | 33,6   | 43,7  | 32,6   | 84,9 | 5,52    | 6,46    | 0,99   | 0,59   | 21,53  |
| All-Star Game | All-Star Game | 1      | 1      | 5,00   | 66,7  | 100,0  | 0,00 | 1,00    | 1,00    | 0,00   | 0,00   | 5,00   |

## Records sur une rencontre en NBA
Les records personnels de Cade Cunningham en NBA sont les suivants, :
| Type de statistique        | Saison régulière | Saison régulière        | Saison régulière | Playoffs | Playoffs             | Playoffs      |
| Type de statistique        | Record           | Adversaire              | Date             | Record   | Adversaire           | Date          |
| -------------------------- | ---------------- | ----------------------- | ---------------- | -------- | -------------------- | ------------- |
| Points                     | 43               | @ Hawks d'Atlanta       | 18 décembre 2023 | 33       | @ Knicks de New York | 21 avril 2025 |
| Paniers marqués            | 16               | @ Hawks d'Atlanta       | 18 décembre 2023 | 11       | 2 fois               | 2 fois        |
| Paniers tentés             | 33               | @ Wizards de Washington | 29 mars 2024     | 23       | Knicks de New York   | 27 avril 2025 |
| Paniers à 3 points réussis | 7                | @ Hawks d'Atlanta       | 23 février 2025  | 1        | 2 fois               | 2 fois        |
| Paniers à 3 points tentés  | 11               | 4 fois                  | 4 fois           | 8        | Knicks de New York   | 1er mai 2025  |
| Lancers francs réussis     | 20               | Wizards de Washington   | 13 mars 2025     | 10       | @ Knicks de New York | 21 avril 2025 |
| Lancers francs tentés      | 21               | Wizards de Washington   | 13 mars 2025     | 12       | @ Knicks de New York | 21 avril 2025 |
| Rebonds offensifs          | 5                | Cavaliers de Cleveland  | 30 janvier 2022  | 1        | @ Knicks de New York | 19 avril 2025 |
| Rebonds défensifs          | 11               | Lakers de Los Angeles   | 21 novembre 2021 | 11       | @ Knicks de New York | 21 avril 2025 |
| Rebonds totaux             | 12               | 2 fois                  | 2 fois           | 12       | @ Knicks de New York | 21 avril 2025 |
| Passes décisives           | 18               | Heat de Miami           | 16 décembre 2024 | 12       | @ Knicks de New York | 19 avril 2025 |
| Interceptions              | 5                | @ Wizards de Washington | 17 novembre 2024 | 4        | Knicks de New York   | 24 avril 2025 |
| Contres                    | 4                | Nuggets de Denver       | 25 janvier 2022  | 4        | Knicks de New York   | 27 avril 2025 |
| Balles perdues             | 10               | 2 fois                  | 2 fois           | 7        | Knicks de New York   | 27 avril 2025 |
| Minutes jouées             | 44               | @ Hawks d'Atlanta       | 18 décembre 2023 | 42       | 2 fois               | 2 fois        |

- Double-double : 60 (dont 4 en playoffs)
- Triple-double : 12 (dont 1 en playoffs)

Dernière mise à jour : 27 avril 2025

## Salaires
Les gains de Cade Cunningham en carrière sont les suivants :
| Année       | Équipe             | Salaire      |
| ----------- | ------------------ | ------------ |
| 2021-2022   | Pistons de Détroit | 10 050 120 $ |
| 2022-2023   | Pistons de Détroit | 10 552 800 $ |
| 2023-2024   | Pistons de Détroit | 13 940 809 $ |
| Total Gains | Total Gains        | 31 658 280 $ |
| 2024-2025   | Pistons de Détroit | 13 940 809 $ |
| 2025-2026   | Pistons de Détroit | 38 661 750 $ |
| 2026-2027   | Pistons de Détroit | 41 754 690 $ |
| 2027-2028   | Pistons de Détroit | 44 847 630 $ |
| 2028-2029   | Pistons de Détroit | 47 940 570 $ |
| 2029-2030   | Pistons de Détroit | 51 033 510 $ |

- italique : option d'équipe